# Моніка Мейхем
Керолайн Пікерінг, відома як Мо́ніка Ме́йгем (англ. Monica Mayhem, нар. 14 березня 1978 року, Брисбен, Австралія) — австралійська порноакторка та екзотична танцюристка. 
У 2002 році виграла премію XRCO Award в номінації «Starlet of the Year». Вона також є вокалісткою і грає на гітарі в гурті «Sweet Avenge».

## Премії
- 2002 XRCO Award — Starlet of the Year[4]
- 2010 номінація на AVN Awards в категорії Best All-Girl Group Sex Scene за фільм «The Violation of Harmony» (разом з Дженніфер Дарк, Одрі Голландер, Гармоні Ровз, Гвен Саммерс і Голлі Веллін)